# Franz Sales Blaas

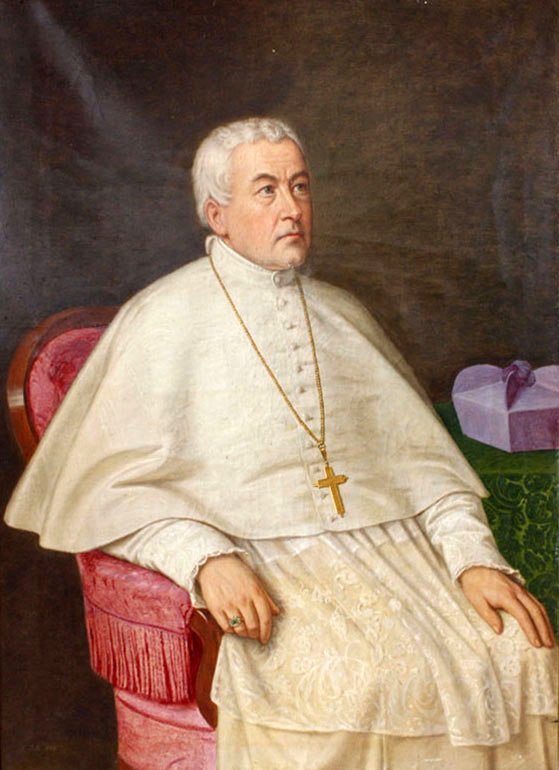
Franz Sales Blaas, Ölgemälde von Caspar Jele, 1883

Franz Sales Blaas OPraem (* 3. März 1817 in Langtaufers; † 12. Januar 1888) war von 1877 bis 1888 Prälat und infulierter Abt von Stift Wilten, k.u.k. Rat und Erblandhofkaplan des Landes Tirol.

## Leben
Franz Sales Blaas trat nach der Matura am 19. September 1839 in das Prämonstratenserstift Wilten ein, legte am 10. August 1841 die Profess ab und wurde am 31. Juli 1842 zum Priester geweiht. Er war zunächst Kooperator auf verschiedenen Seelsorgestellen, dann Kurat in Völs und Pfarrer in Hötting und Mutters. Am 10. Januar 1877 zum Prälaten (Abt) gewählt, wurde er am 28. Januar desselben Jahres benediziert.
Er schlug die Ehrenstelle eines Landeshauptmanns von Tirol aus, um nur seinem Stift zu leben. Er starb am 12. Januar 1888.